# Bachelor Boy
"Bachelor Boy" is een nummer van Cliff Richard and The Shadows uit 1962. Het nummer is geschreven door Richards en Shadows-gitarist Bruce Welch.
Het nummer is uitgebracht op de B-kant van de single "The Next Time". Omdat volgens platenmaatschappij Columbia beide kanten van de single hitpotentie hadden, werden beide nummers gepromoot en op de radio gedraaid. Uiteindelijk kreeg "Bachelor Boy" meer airplay dan de A-kant. Het nummer heeft drie weken op nummer 1 gestaan in de UK Singles Chart. Ook in de rest van Europa werd het nummereenhit. In Nederland werd het een nummer 1-hit en bleef de plaat 5 maanden in de Muziek Expres-lijst staan.

## NPO Radio 2 Top 2000
| Nummer met noteringen in de NPO Radio 2 Top 2000 | '99 | '00  | '01  | '02 | '03  | '04  | '05  | '06  | '07  | '08  | '09  | '10  |
| ------------------------------------------------ | --- | ---- | ---- | --- | ---- | ---- | ---- | ---- | ---- | ---- | ---- | ---- |
| Bachelor Boy                                     | 886 | 1061 | 1532 | -   | 1891 | 1769 | 1817 | 1671 | 1705 | 1723 | 1653 | 1953 |

1. ↑  Een '-' betekent dat het nummer niet was genoteerd en een vetgedrukt getal geeft de hoogste notering aan.
2. ↑  Deze tabel is bijgewerkt tot en met de laatste editie (2024).